# NOHA (академска организација)
NOHA или Мрежа за хуманитарну акцију, међународно је удружење универзитета које нуде постдипломске курсеве за хуманитарне агенције и њихове раднике. Удружење је основало пет европских универзитета 1993. године Универзитет Аик-Марсеj, Универзитет у Бохуму, Универзитет Деусто, Универзитет у Лувену и Универзитет у Оксфорду. Иницијатива мастер програма покренута је 1993. године под покровитељством програма Ерасмус уз додатну финансијску подршку Генералног директората за европске послове цивилне заштите и хуманитарне помоћи. У 2015. мрежа се проширила на дванаест европских и пет глобалних партнерских универзитета.